# Карбон (округ, Пенсильвания)
Округ Карбон (англ. Carbon County) располагается в штате Пенсильвания, США. Официально образован 13 марта 1843 года. По состоянию на 2010 год, численность населения составляла 65 249 человек.

## География
По данным Бюро переписи США, общая площадь округа равняется 1002,331 км2, из которых 986,791 км2 суша и 15,540 км2 или 1,060 % это водоемы.

## Население
По данным переписи населения 2000 года в округе проживает 58 802 жителей в составе 23 701 домашних хозяйств и 16 424 семей. Плотность населения составляет 60,00 человек на км2. На территории округа насчитывается 30 492 жилых строений, при плотности застройки около 31,00-го строения на км2. Расовый состав населения: белые — 97,82 %, афроамериканцы — 0,60 %, коренные американцы (индейцы) — 0,16 %, азиаты — 0,31 %, гавайцы — 0,03 %, представители других рас — 0,32 %, представители двух или более рас — 0,76 %. Испаноязычные составляли 1,46 % населения независимо от расы.
В составе 28,70 % из общего числа домашних хозяйств проживают дети в возрасте до 18 лет, 54,80 % домашних хозяйств представляют собой супружеские пары проживающие вместе, 9,90 % домашних хозяйств представляют собой одиноких женщин без супруга, 30,70 % домашних хозяйств не имеют отношения к семьям, 26,00 % домашних хозяйств состоят из одного человека, 13,50 % домашних хозяйств состоят из престарелых (65 лет и старше), проживающих в одиночестве. Средний размер домашнего хозяйства составляет 2,44 человека, и средний размер семьи 2,93 человека.
Возрастной состав округа: 22,20 % моложе 18 лет, 6,90 % от 18 до 24, 28,30 % от 25 до 44, 24,20 % от 45 до 64 и 24,20 % от 65 и старше. Средний возраст жителя округа 41 лет. На каждые 100 женщин приходится 94,90 мужчин. На каждые 100 женщин старше 18 лет приходится 92,30 мужчин.